# Cresserons
Cresserons est une commune française, située dans le département du Calvados en région Normandie, peuplée de 1 078 habitants.

## Géographie
Cresserons est située à dix kilomètres de Caen, proche de la Côte de Nacre et de Lion-sur-Mer, dont elle était autrefois un hameau. Cresserons est aujourd'hui une commune résidentielle de l'aire urbaine de Caen, les agriculteurs ne représentent plus que 2 % de la population qui se compose maintenant surtout de jeunes ménages souvent diplômés et relativement aisés, habitant dans les zones pavillonnaires.
| Luc-sur-Mer                    | Lion-sur-Mer | Lion-sur-Mer                      |
| Douvres-la-Délivrande          | Cresserons   | Lion-sur-Mer, Hermanville-sur-Mer |
| Douvres-la-Délivrande, Mathieu | Plumetot     | Hermanville-sur-Mer               |

### Hydrographie
La commune est située dans le bassin Seine-Normandie. Elle n'est drainée par aucun cours d'eau,.

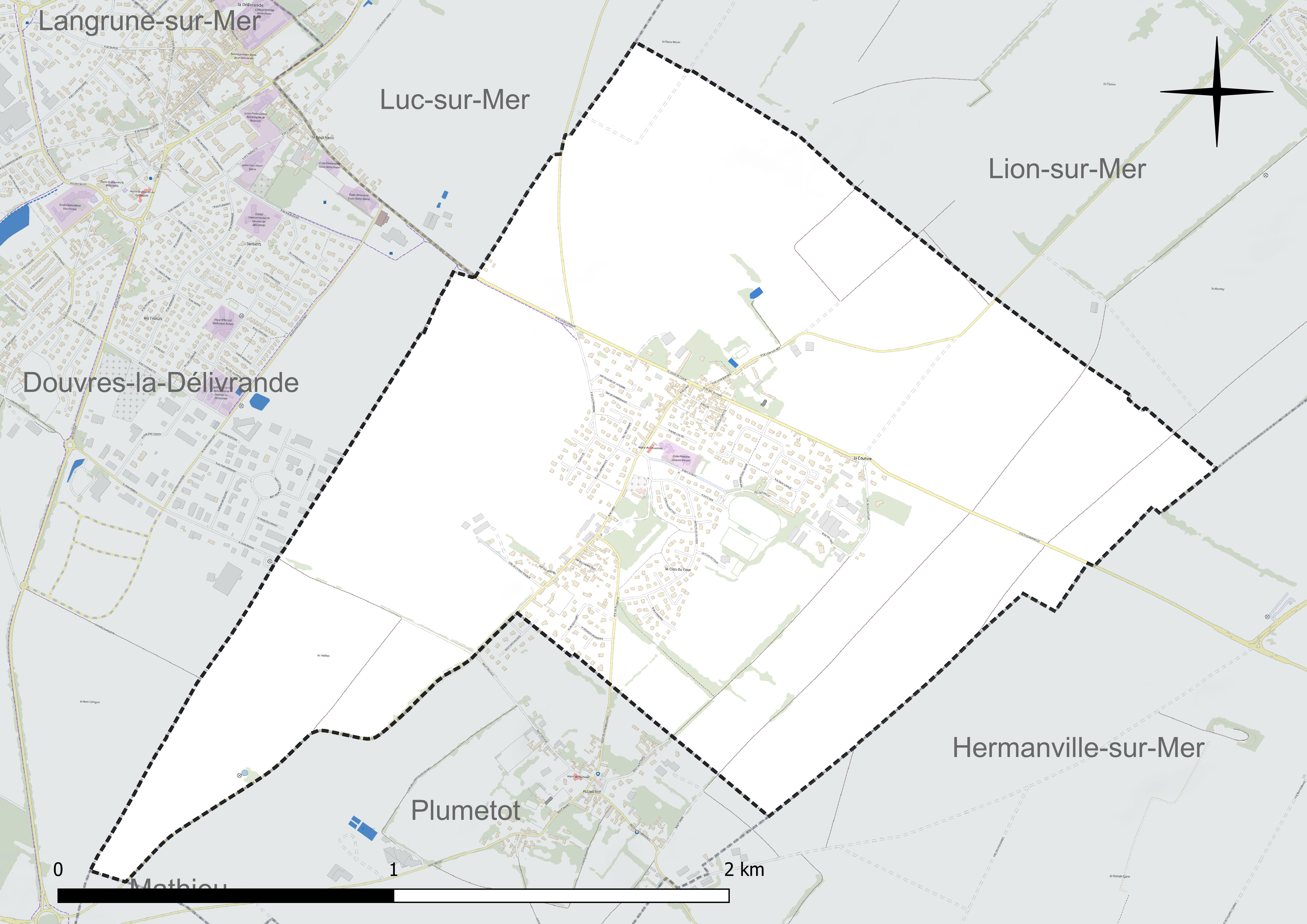
Réseau hydrographique de Cresserons.

### Climat
Pour des articles plus généraux, voir Climat de la Normandie et Climat du Calvados.
En 2010, le climat de la commune est de type climat océanique franc, selon une étude du CNRS s'appuyant sur une série de données couvrant la période 1971-2000. En 2020, Météo-France publie une typologie des climats de la France métropolitaine dans laquelle la commune est exposée à un climat océanique et est dans la région climatique  Normandie (Cotentin, Orne), caractérisée par une pluviométrie relativement élevée (850 mm/a) et un été frais (15,5 °C) et venté. Parallèlement le GIEC normand, un groupe régional d'experts sur le climat, différencie quant à lui, dans une étude de 2020, trois grands types de climats pour la région Normandie, nuancés à une échelle plus fine par les facteurs géographiques locaux. La commune est, selon ce zonage, exposée à un « climat des plateaux abrités », correspondant à la plaine agricole de Caen à Falaise, sous le vent des collines de Normandie et proche de la mer, se caractérisant par une pluviométrie et des contraintes thermiques modérées.
Pour la période 1971-2000, la température annuelle moyenne est de 10,9 °C, avec  une amplitude thermique annuelle de 11,8 °C. Le cumul annuel moyen de précipitations est de 676 mm, avec 11,3 jours de précipitations en janvier et 7,1 jours en juillet. Pour la période 1991-2020, la température moyenne annuelle observée sur la station météorologique la plus proche, située sur la commune de Bernières-sur-Mer à 7 km à vol d'oiseau, est de 11,7 °C et le cumul annuel moyen de précipitations est de 695,0 mm,. Pour l'avenir, les paramètres climatiques de la commune estimés pour 2050 selon différents scénarios d'émission de gaz à effet de serre sont consultables sur un site dédié publié par Météo-France en novembre 2022.

## Urbanisme

### Typologie
Au 1er janvier 2024, Cresserons est catégorisée petite ville, selon la nouvelle grille communale de densité à 7 niveaux définie par l'Insee en 2022.
Elle est située hors unité urbaine. Par ailleurs la commune fait partie de l'aire d'attraction de Caen, dont elle est une commune de la couronne,. Cette aire, qui regroupe 296 communes, est catégorisée dans les aires de 200 000 à moins de 700 000 habitants,.

### Occupation des sols
L'occupation des sols de la commune, telle qu'elle ressort de la base de données européenne d'occupation biophysique des sols Corine Land Cover (CLC), est marquée par l'importance des territoires agricoles (82,2 % en 2018), en diminution par rapport à 1990 (86 %). La répartition détaillée en 2018 est la suivante : 
terres arables (82,2 %), zones urbanisées (17,7 %), zones industrielles ou commerciales et réseaux de communication (0,1 %). L'évolution de l'occupation des sols de la commune et de ses infrastructures peut être observée sur les différentes représentations cartographiques du territoire : la carte de Cassini (XVIIIe siècle), la carte d'état-major (1820-1866) et les cartes ou photos aériennes de l'IGN pour la période actuelle (1950 à aujourd'hui).

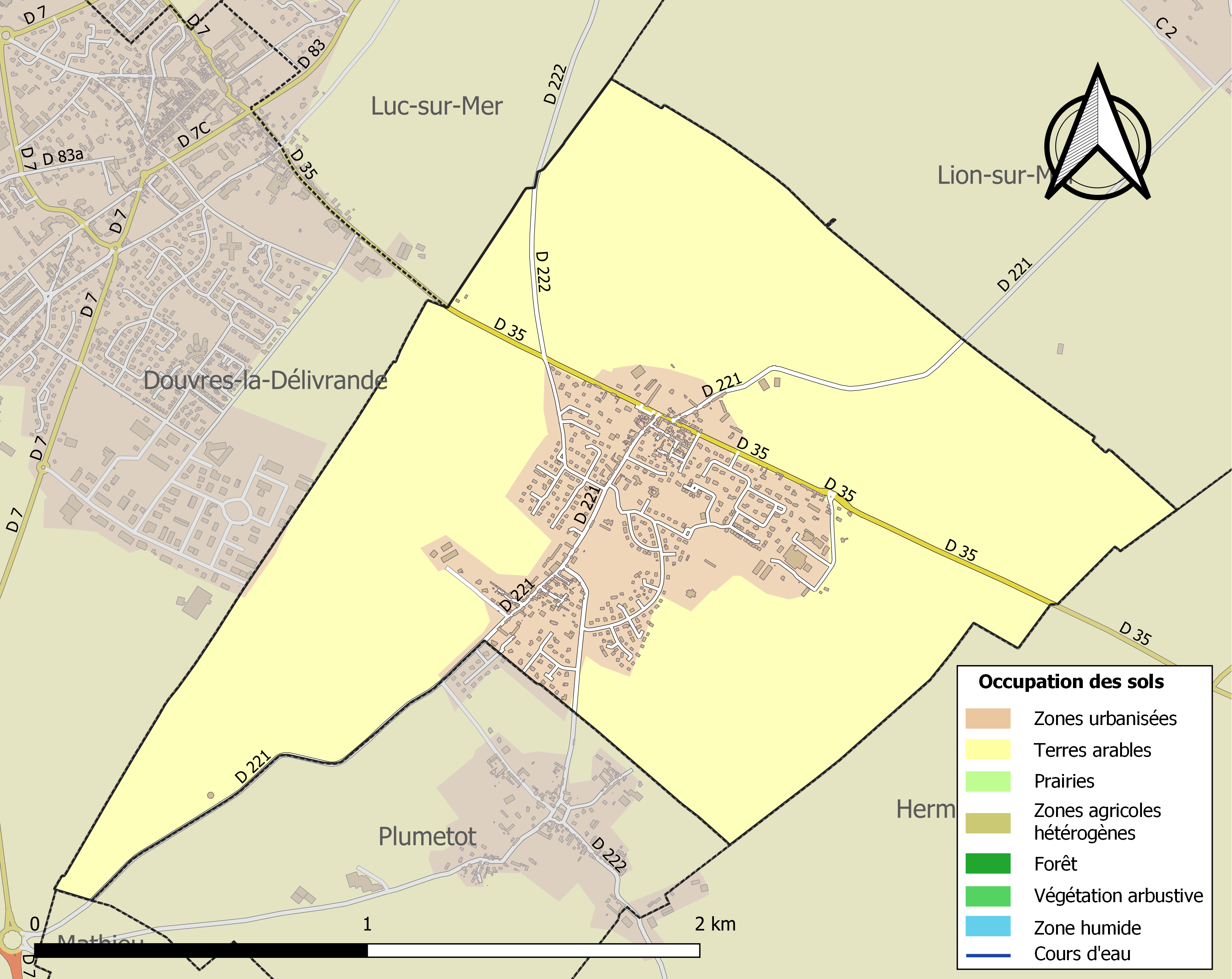
Carte des infrastructures et de l'occupation des sols de la commune en 2018 (CLC).

## Toponymie
Le nom de la localité est attesté sous les formes Crisselunt, sans date (BN, Lat. 10086 f° 189) ; Crisselond, Crisselont, sans date (AC, H 7824) ; Criselon 1142-1163 (Bourr 63) ; Crisselond en 1224 / 1225 (AC, H  7824) ;  Criserunt vers 1300.
Il s'agit d'une formation toponymique médiévale d'origine scandinave ou anglo-scandinave, dont l'élément -ron résulte d'une mutation phonétique du [l] de -lon attestée dans les formes anciennes et régulièrement constatée en français et pour cet élément cf. Yébleron (Seine-Maritime). -lon représente l'ancien scandinave lundr « petit bois, bosquet » (la variante déclinée lunda a donné les nombreux la Londe),. Le premier élément Crisse- / Cresse- est obscur et semble se retrouver dans Cresseveuille (Crisseveule 1312) et peut-être dans les différents Cristot, Crétot de Normandie. François de Beaurepaire suggère l'anglo-saxon cress « cresson » comme dans Cresseveuille, village situé à la source de l'Ancre, équivalent des Cresswell anglais, cependant aucun cours d'eau traverse Cresserons, mais il peut avoir un autre sens dans ce cas, en effet, l'anglo-saxon cress désigne toute plante de la famille des brassicaceae (choux, navet, colza, moutarde, raifort, etc.).
Le gentilé est Cresseronnais.

## Histoire
Au XVe siècle, Cresserons est envahi par les Anglais, puis la peste ravage le village.
Un premier temple protestant est détruit lors de la révocation de l'édit de Nantes, un nouveau est construit en 1866, puis un troisième pour remplacer celui-ci, devenu trop petit, en 1877.
Des erreurs de bombardements alliés détruisent en partie le château dans la nuit du 6 juin 1944. La commune est libérée le 7 juin 1944 par les soldats britanniques de la 1st South Lancashire. Il faudra une dizaine d'années pour reconstruire les édifices et les voies de communication de la commune.

## Politique et administration
Le conseil municipal est composé de quinze membres dont le maire et trois adjoints.

## Démographie
L'évolution du nombre d'habitants est connue à travers les recensements de la population effectués dans la commune depuis 1793. Pour les communes de moins de 10 000 habitants, une enquête de recensement portant sur toute la population est réalisée tous les cinq ans, les populations de référence des années intermédiaires étant quant à elles estimées par interpolation ou extrapolation. Pour la commune, le premier recensement exhaustif entrant dans le cadre du nouveau dispositif a été réalisé en 2007.
En 2022, la commune comptait 1 078 habitants, en évolution de −6,91 % par rapport à 2016 (Calvados : +1,58 %, France hors Mayotte : +2,11 %).
| 1793 | 1800 | 1806 | 1821 | 1831 | 1836 | 1841 | 1846 | 1851 |
| ---- | ---- | ---- | ---- | ---- | ---- | ---- | ---- | ---- |
| 578  | 428  | 614  | 630  | 641  | 655  | 605  | 617  | 624  |

| 1856 | 1861 | 1866 | 1872 | 1876 | 1881 | 1886 | 1891 | 1896 |
| ---- | ---- | ---- | ---- | ---- | ---- | ---- | ---- | ---- |
| 641  | 628  | 601  | 566  | 531  | 503  | 500  | 482  | 450  |

| 1901 | 1906 | 1911 | 1921 | 1926 | 1931 | 1936 | 1946 | 1954 |
| ---- | ---- | ---- | ---- | ---- | ---- | ---- | ---- | ---- |
| 450  | 470  | 420  | 357  | 347  | 310  | 365  | 373  | 420  |

| 1962 | 1968 | 1975 | 1982 | 1990 | 1999  | 2006  | 2007  | 2012  |
| ---- | ---- | ---- | ---- | ---- | ----- | ----- | ----- | ----- |
| 405  | 393  | 435  | 785  | 953  | 1 202 | 1 215 | 1 217 | 1 205 |

| 2017  | 2022  | - | - | - | - | - | - | - |
| ----- | ----- | - | - | - | - | - | - | - |
| 1 145 | 1 078 | - | - | - | - | - | - | - |

## Lieux et monuments

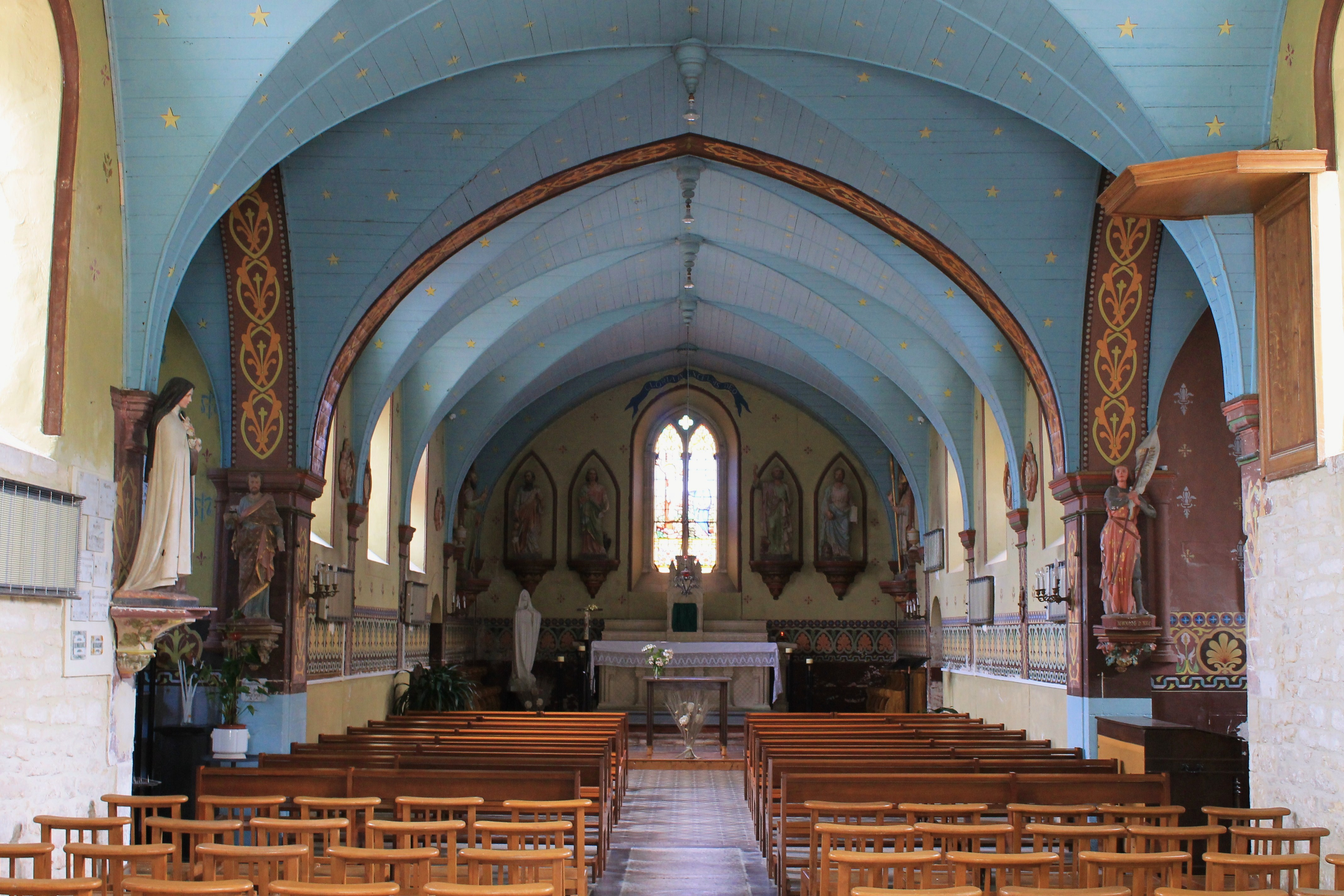
Nef de l'église Saint-Jacques.

- Église Saint-Jacques (XVe siècle) dont la façade occidentale du XIIe siècle est inscrite à l'inventaire supplémentaire des Monuments historiques[23].
- Temple protestant (1877) et cimetière (1867), transformé aujourd'hui en maison des jeunes.
- Ancien haras de Charles Labbé, reconverti en ferme en 1929, une épreuve hippique de Vincennes porte le nom de Cresserons.

## Activité et manifestations

### Sports
- L'Union sportive Cresserons-Plumetot fait évoluer une équipe de football en ligue de Basse-Normandie et une autre en division de district[24].
- Running Club Côte de Nacre (RCCN)[25].
- Rando-Nacre Association de randonnée pédestre[26].

### Jumelages
- Gerbrunn (Allemagne) depuis 2000.
- Satu Mic (ro) (Roumanie) depuis 1991.